# Comunità Montana Alburni
Die Comunità Montana Alburni ist eine Vereinigung aus zwölf Gemeinden in der italienischen Provinz Salerno in der Region Kampanien.
Das Gebiet der Comunità Montana Alburni umfasst die Gemeinden rund um die Monti Alburni und hat eine Ausdehnung von 498 km². 
In den zwölfköpfigen Rat der Comunità entsenden die Gemeinderäte der beteiligten Kommunen je ein Mitglied.

## Mitglieder
Die Comunità umfasst folgende Gemeinden:
| - Aquara - Bellosguardo - Castelcivita - Controne - Corleto Monforte - Ottati | - Petina - Postiglione - Roscigno - Sant’Angelo a Fasanella - Serre - Sicignano degli Alburni |